# Ботаническа градина (Балчик)
Университетска ботаническа градина в Балчик е звено на Софийския университет „Св. Климент Охридски“.
Създадена е през 1955 г. Днес се простира на площ от 194 дка, като голяма част от територията ѝ е със статут на защитена местност по Закона на защитените територии. В границите на защитената местност специалисти и любители могат да наблюдават естествените екосистеми и да оценят богатото биоразнообразие на региона. Ботаническата градина е включена в 100-те национални туристически обекта.
Ботаническата градина е част от парка на Арихитектурно-парков комплекс „Двореца“ – групов паметник на културата от национално значение, който е бивша лятна резиденция на румънската кралица Мария в началото на 20 век. По протежението на морския бряг, на терен с голяма денивелация са обособени тераси – градини, свързани помежду си със стръмни стълби, зелени тунели и арки.
През 1955 г. на Софийския университет е предоставена възможността за създаване на Ботаническа градина, в която да се обучават студенти под ръководството на акад. проф. Даки Йорданов. 
От 2005 г. Университетска ботаническа градина отваря своята адаптирана градина, предназначена за посещение от хора с увреждания. Тя е официално открита по повод нейния 50-годишен юбилей.
Ботаническата градина е специализирана в развитието на колекции от тропични и субтропични екзоти, както и други уникални растения. Известна е с колекцията си от едрозамерни кактуси и сукуленти, експонирани на открито през топлите месеци на площ от около 1 дка. През 2012 г. отвори врати Постоянна експозиция кактуси и сукуленти, и така любителите на тези бодливи екзоти могат да се насладят на цветовете и красотата им целогодишно. Атракция е и градината със студоустойчиви кактуси.
Интерес за специалисти и туристи представляват и екзотичните видове като каучуково, бонбонено, книжно дърво, древно гинко, метасеквоя, едроцветна магнолия, лирово дърво и др. В парниците на градината зреят лимони с големина на хандбална топка, както и много други екзотични плодове като банани, папая и др. Емблематично е килимното зацветяване в Божествената градина и красиво оформените партери и кътове на градината, в които са представени едногодишни пролетни и летни цветя, алпийска и водна растителност, папрати, защитени и редки видове, лиани, цъфтящи и вечнозелени храсти. В тази неповторима градина се отглеждат над 4600 растителни вида.
Освен красив кът на България Университетската ботаническа градина в Балчик е място за изследователска и научна дейност, студентски практики, инициативи, свързани с екологичното образование и изкуството.
Градината е спасителен център на редки и застрашени видове по Вашингтонската конвенция. Тя е член на Световния съвет на ботаническите граднии BGCI, Европейския консорциум на ботаническите градини, Образователната мрежа за екологично образование в ботаническите градини (EBGEN). Участва със своите колекции в обмена на семена Index Seminum с ботанически градини от цял свят.

## Галерия
- Въздушна снимка на ботаническата градина, 1998 г.
- Първият ден на лятото, 2015 г.